# Галберт от Брюге
Галберт от Брюге (на латински: Galbertus Brugensis) е фламандски хронист.
Живее в Брюге в началото на XII век и е служител на графовете на Фландрия. Известен е най-вече с хрониката „De multro, traditione et occisione gloriosi Karoli comitis Flandriarum“, описваща подробно събитията около смъртта на граф Карел I през 1127 година.